# Cuba op de Olympische Zomerspelen 1968
Cuba nam deel aan de Olympische Zomerspelen 1968 in Mexico-Stad, Mexico. Het won vier medailles; allen zilver.

## Medailleoverzicht
| Sport    | Olympiër                                                           | Discipline  | Medaille |
| -------- | ------------------------------------------------------------------ | ----------- | -------- |
| Atletiek | Enrique Figuerola Pablo Montes Juan Morales Hermes Ramirez         | 4x100m (m)  | Zilver   |
| Atletiek | Miguelina Cobián Marlene Elejarde Violetta Quesada Fulgencia Romay | 4x100m (v)  | Zilver   |
| Boksen   | Enrique Regüeiferos                                                | -63,5kg (m) | Zilver   |
| Boksen   | Rolando Garbey                                                     | -71kg (m)   | Zilver   |

## Deelnemers en resultaten

### Atletiek
| Olympiër                                                           | Discipline            | Resultaat | Prestatie                                                                                             |
| ------------------------------------------------------------------ | --------------------- | --------- | --- |
| Enrique Figuerola                                                  | 100m (m)              | 9e        | serie 3: 1ste in 10,40 kwartfinale 1: 3de in 10,23 halve finale 1: 5de in 10,23                       |
| Pablo Montes                                                       | 100m (m)              | 4e        | serie 4: 1ste in 10,14 kwartfinale 3: 1ste in 10,16 halve finale 2: 3de in 10,19 finale: 4de in 10,14 |
| Hermes Ramírez                                                     | 100m (m)              | 10e       | serie 9: 1ste in 10,30 kwartfinale 2: 1ste in 10,10 halve finale 1: 6de in 10,25                      |
| Rodobaldo Díaz                                                     | 400m (m)              | 23e       | serie 3: 4de in 46,48 kwartfinale 2: 6de in 46,38                                                     |
| Carlos Martínez                                                    | 400m (m)              | 41e       | serie 5: 6de in 47,28                                                                                 |
| Eddy Téllez                                                        | 400m (m)              | 35e       | serie 6: 5de in 46,80                                                                                 |
| Juan Morales                                                       | 110m horden (m)       | 11e       | serie 3: 3de in 13,9 halve finale 1: 7de in 14,00                                                     |
| Juan García                                                        | 400m horden (m)       | 25e       | serie 4: 7de in 51,8                                                                                  |
| Carlos Martínez                                                    | 400m horden (m)       | 26e       | serie 1: 7de in 51,9                                                                                  |
| Enrique Figuerola Pablo Montes Juan Morales Hermes Ramirez         | 4x100m (m)            | Zilver    | serie 1: 1ste in 38,7 halve finale 2: 1ste in 38,6 finale: 2de in 38,4                                |
| Carlos Martínez Eddy Téllez Miguel Olivera Rodobaldo Díaz          | 4x400m (m)            | 9e        | serie 3: 4de in 3.05,28                                                                               |
| Euclides Calzado                                                   | 20km snelwandelen (m) | 27e       | 1:49.27                                                                                               |
| Modesto Mederos                                                    | discuswerpen (m)      | 23e       | kwalificatie groep B: 9de met 52,30m                                                                  |
| Aurelio Janet                                                      | speerwerpen (m)       | 11e       | kwalificatie groep B: 2de met 80,10m finale: 11de met 74,88m                                          |
|                                                                    |                       |           | |
| Miguelina Cobian                                                   | 100m (v)              | 8e        | serie 2: 3de in 11,4 kwartfinale 1: 4de in 11,4 halve finale 2: 4de in 11,6 finale: 8ste in 11,6      |
| Violeta Quesada                                                    | 100m (v)              | 20e       | serie 1: 3de in 11,6 kwartfinale 3: 5de in 11,6                                                       |
| Fulgencia Romay                                                    | 100m (v)              | 9e        | serie 3: 2de in 11,4 kwartfinale 4: 4de in 11,4 halve finale 1: 5de in 11,5                           |
| Miguelina Cobian                                                   | 200m (v)              | 10e       | serie 5: 2de in 23,4 halve finale 2: 6de in 23,3                                                      |
| Fulgencia Romay                                                    | 200m (v)              | 19e       | serie 4: 3de in 23,7                                                                                  |
| Aurelia Pentón                                                     | 400m (v)              | 5e        | serie 2: 1ste in 52,8 halve finale 1: 4de in 54,0 finale: 5de in 52,7                                 |
| Marlene Elejarde                                                   | 80m horden (v)        | 17e       | serie 2: 4de in 10,9                                                                                  |
| Marlene Elejarde Fulgencia Romay Violetta Quesada Miguelina Cobián | 4x100m (v)            | Zilver    | serie 2: 4de in 44,1 finale: 2de in 43,36                                                             |
| Marcia Garbey                                                      | verspringen (v)       | 17e       | kwalificatie groep B: 9de met 6,14m                                                                   |

### Basketbal
| Olympiër | Discipline | Resultaat | Prestatie |
| --- | ---------- | --------- | --- |
| Ruperto Herrera Tabio Pedro Chappé García Franklin Standard Johnson Rafael Cañizares Poey Conrado Pérez Armenteros Pablo García César Valdés Inocente Cuesta Jacinto González Miguel Montalvo Miguel Calderón Gómez Carlos del Pozo | mannen     | 11e       | groep B: 6de V van Bulgarije: 61-70 V van Mexico: 75-76 V van Polen: 75-78 W van Zuid-Korea: 80-71 V van Sovjet-Unie: 66-100 V van Brazilië: 68-84 W van Marokko: 89-53 9-12de plek: V van Puerto Rico: 65-71 11-12de plek: W van Panama: 91-88 |

| Voorronde Groep B |             |             |             |             |        |        |        |        |
| #                 | Land        | Wedstrijden | Wedstrijden | Wedstrijden | Punten | Punten | Punten | Punten |
| #                 | Land        | G           | W           | V           | V      | T      | Saldo  | Punten |
| 1                 | Sovjet-Unie | 7           | 7           | 0           | 642    | 408    | +226   | 14     |
| 2                 | Brazilië    | 7           | 6           | 1           | 561    | 418    | +143   | 13     |
| 3                 | Mexico      | 7           | 5           | 2           | 493    | 443    | +50    | 12     |
| 4                 | Polen       | 7           | 4           | 3           | 473    | 504    | −31    | 11     |
| 5                 | Bulgarije   | 7           | 3           | 4           | 456    | 478    | −22    | 10     |
| 6                 | Cuba        | 7           | 2           | 5           | 514    | 532    | −18    | 9      |
| 7                 | Zuid-Korea  | 7           | 1           | 6           | 453    | 530    | −77    | 8      |
| 8                 | Marokko     | 7           | 0           | 7           | 355    | 634    | −279   | 7      |

| Ronde        | Datum       | Plaats      | Land   | Score     | Land |
| ------------ | ----------- | ----------- | ------ | --------- | ---- |
| Groepsfase   |             |             |        |           |      |
| 13 oktober   | Mexico-Stad | Cuba        | 61-70  | Bulgarije |      |
| 14 oktober   | Mexico-Stad | Mexico      | 76-75  | Cuba      |      |
| 15 oktober   | Mexico-Stad | Polen       | 78-75  | Cuba      |      |
| 16 oktober   | Mexico-Stad | Zuid-Korea  | 71-80  | Cuba      |      |
| 18 oktober   | Mexico-Stad | Sovjet-Unie | 100-66 | Cuba      |      |
| 19 oktober   | Mexico-Stad | Cuba        | 68-84  | Brazilië  |      |
| 20 oktober   | Mexico-Stad | Marokko     | 53-89  | Cuba      |      |
| 9-12de plek  |             |             |        |           |      |
| 23 oktober   | Mexico-Stad | Marokko     | 71-65  | Cuba      |      |
| 11-12de plek |             |             |        |           |      |
| 19 oktober   | Mexico-Stad | Cuba        | 91-88  | Panama    |      |

### Boksen
| Olympiër            | Discipline  | Resultaat | Prestatie |
| ------------------- | ----------- | --------- | --- |
| Rafael Carbonell    | -48kg (m)   | 9e        | 1ste ronde: vrij 2de ronde: V van VEN Rodriguez: 0-5 |
| Orlando Martínez    | -51kg (m)   | 17e       | 1ste ronde: V van HUN Badari: 1-4 |
| Fermín Espinosa     | -54kg (m)   | 9e        | 1ste ronde: W van THA Udompaichitkul: 4-1 2de ronde: V van BUL Savov: scheidsrechterlijke beslissing |
| Francisco Oduardo   | -57kg (m)   | 17e       | 1ste ronde: V van ARG García: 2-3 |
| Roberto Caminero    | -60kg (m)   | 9e        | 1ste ronde: vrij 2de ronde: V van POL Grudzień: 0-5 |
| Enrique Regüefeiros | -63,5kg (m) | Zilver    | 1ste ronde: W van GBR Waller: scheidsrechterlijke beslissing 2de ronde: vrij 3de ronde: W van ROU Vasile: scheidsrechterlijke beslissing kwartfinale: W van URS Frolov: 3-2 halve finale: W van USA Wallington: 4-1 finale: V van POL Kulej: 2-3 |
| Andrés Molina       | -67kg (m)   | 17e       | 1ste ronde: vrij 2de ronde: V van GDR Wolke: 1-4 |
| Rolando Garbey      | -71kg (m)   | Zilver    | 1ste ronde: W van IRL McCusker: scheidsrechterlijke beslissing 2de ronde: W van GDR Dahn: 3-2 kwartfinale: W van GBR Blake: scheidsrechterlijke beslissing halve finale: W van USA Baldwin: 4-1 finale: V van URS Lagoetin: 0-5                  |
| Raúl Marrero        | -75kg (m)   | 9e        | 1ste ronde: W van PUR Hernández: gediskwalificeerd 2de ronde: V van USA Jones: 0-5 |
| Gregorio Aldama     | -81kg (m)   | 17e       | 1ste ronde: vrij 2de ronde: V van URS Pozniakas: knock-out |
| Nancio Carrillo     | +81kg (m)   | 9e        | 1ste ronde: V van GDR Anders: scheidsrechterlijke beslissing |

### Gewichtheffen
| Olympiër         | Discipline  | Resultaat | Prestatie                                                                                     |
| ---------------- | ----------- | --------- | --------------------------------------------------------------------------------------------- |
| René Gomez       | -75kg (m)   | 12e       | drukken: 13de met 130 kg trekken: 11de met 120 kg stoten: 13de met 157,5 kg totaal: 407,5 kg  |
| Abel Lopez       | -75kg (m)   | 15e       | drukken: 16de met 122,5 kg trekken: 13de met 117,5 kg stoten: 6de met 165 kg totaal: 405 kg   |
| René Gomez       | -82,5kg (m) | 13e       | drukken: 14de met 135 kg trekken: 13de met 125 kg stoten: 10de met 165 kg totaal: 425 kg      |
| Juan Benavides   | -90kg (m)   | DNF       | drukken: geen geldige poging                                                                  |
| Andres MartÃinez | -90kg (m)   | 16e       | drukken: 21ste met 130 kg trekken: 17de met 125 kg stoten: 12de met 172,5 kg totaal: 427,5 kg |

### Roeien
| Olympiër                                                              | Discipline      | Resultaat | Prestatie                                                                           |
| --------------------------------------------------------------------- | --------------- | --------- | ----------------------------------------------------------------------------------- |
| Heriberto Martinez                                                    | skiff (m)       | 16e       | serie 2: 6de in 8.14,20 herkansingen: 6de in 8.20,92                                |
| Eralio Cabrera Norge Marrero                                          | twee-zonder (m) | 17e       | serie 2: 5de in 7.51,94 herkansingen: 5de in 7.50,88                                |
| Tefilo Lopez Jesus Rosello Mario Tabio                                | twee-met (m)    | 10e       | serie 2: 5de in 8.23,39 herkansingen: 2de in 7.57,01 halve finale 1: 6de in 8.11,82 |
| Santiago Cuesta Jorge Lopez Ramon Luperon Roberto Ojeda Lazaro Rivero | vier-met (m)    | 11e       | serie 2: 4de in 7.41,11 herkansingen: 3de halve finale 2: 6de in 7.26,62            |

### Schermen
| Olympiër                                                        | Discipline      | Resultaat | Prestatie                                                                             |
| --------------------------------------------------------------- | --------------- | --------- | ------------------------------------------------------------------------------------- |
| José Antonio Díaz                                               | degen (m)       | 62e       | 1ste ronde groep 2: 6de met 1 overwinning                                             |
| Manuel González                                                 | degen (m)       | 69e       | 1ste ronde groep 9: 6de met 0 overwinningen                                           |
| Gustavo Oliveros                                                | degen (m)       | 44e       | 1ste ronde groep 10: 3de met 2 overwinningen 2de ronde groep 4: 6de met 1 overwinning |
| Orlando Ruíz Gustavo Oliveros Manuel González José Antonio Díaz | degen team (m)  | 11e       | 1ste ronde groep 5: 4de met 0 overwinningen                                           |
| Dagoberto Borges                                                | floret (m)      | 33e       | 1ste ronde groep 2: 4de met 1 overwinning 2de ronde groep 1: 5de met 2 overwinningen  |
| Jesús Gil                                                       | floret (m)      | 36e       | 1ste ronde groep 12: 3de met 1 overwinning 2de ronde groep 4: 6de met 1 overwinning   |
| Orlando Ruíz                                                    | floret (m)      | 43e       | 1ste ronde groep 4: 4de met 2 overwinningen 2de ronde groep 3: 6de met 1 overwinning  |
| Eduardo Jhons Orlando Ruíz Jesús Gil Dagoberto Borges           | floret team (m) | 9e        | 1ste ronde groep 1: 2de met 1 overwinning kwartfinale 2: 2de                          |
| Félix Delgado                                                   | sabel (m)       | 25e       | 1ste ronde groep 1: 5de met 1 overwinning                                             |
| José Narciso Díaz                                               | sabel (m)       | 37e       | 1ste ronde groep 2: 7de met 0 overwinningen                                           |
| Manuel Ortiz                                                    | sabel (m)       | 30e       | 1ste ronde groep 6: 5de met 1 overwinning                                             |
| Manuel Ortiz José Narciso Díaz Joaquin Tack-Fang Félix Delgado  | sabel team (m)  | 9e        | 1ste ronde groep 4: 3de met 0 overwinningen                                           |
|                                                                 |                 |           |                                                                                       |
| Margarita Rodríguez                                             | floret (v)      | 30e       | 1ste ronde groep 6: 5de met 3 overwinningen                                           |
| Milady Tack-Fang                                                | floret (v)      | 24e       | 1ste ronde groep 1: 3de met 3 overwinningen 2de ronde groep 4: 6de met 1 overwinning  |

### Schietsport
| Olympiër       | Discipline             | Resultaat | Prestatie                         |
| -------------- | ---------------------- | --------- | --------------------------------- |
| Sergio Álvarez | 50m geweer 3 houdingen | 43e       | 1122 punten: (395-371-356)        |
| Raúl Llanos    | 50m geweer 3 houdingen | 16e       | 1145 punten: (395-383-367)        |
| Silvio Delgado | 50m geweer liggend     | 11e       | 594 punten: (99-99-98-100-98-100) |
| Enrique Guedes | 50m geweer liggend     | 61e       | 585 punten: (96-98-97-99-97-98)   |
| Arturo Costa   | 50m pistool            | 46e       | 530 punten: (80-89-87-92-93-89)   |
| Nelson Oñate   | 50m pistool            | 7e        | 555 punten: (90-90-92-91-98-94)   |
| Delfin Gómez   | skeet                  | 30e       | 187 punten:                       |
| Ignacio Huguet | skeet                  | 29e       | 187 punten                        |

### Schoonspringen
| Olympiër       | Discipline    | Resultaat | Prestatie                         |
| -------------- | ------------- | --------- | --------------------------------- |
| Alberto Moreno | 3m plank (m)  | 23e       | voorronde: 23ste met 76,80 punten |
| José Ponce     | 3m plank (m)  | 26e       | voorronde: 26ste met 72,72 punten |
| Alberto Moreno | 10m toren (m) | 30e       | voorronde: 30ste met 78,28 punten |
| José Ponce     | 10m toren (m) | 29e       | voorronde: 29ste met 80,02 punten |

### Turnen
| Olympiër                                                                                  | Discipline               | Resultaat | Prestatie     |
| ----------------------------------------------------------------------------------------- | ------------------------ | --------- | ------------- |
| Luis Navarrete                                                                            | meerkamp individueel (m) | 108e      | 94,45 punten  |
| Roberto Pumpido                                                                           | meerkamp individueel (m) | 95e       | 101,65 punten |
| Hector Ramirez                                                                            | meerkamp individueel (m) | 111e      | 90,75 punten  |
| Luis Ramirez                                                                              | meerkamp individueel (m) | 100e      | 100,95 punten |
| Jorge Rodriguez                                                                           | meerkamp individueel (m) | 86e       | 104,75 punten |
| Octavio Suarez                                                                            | meerkamp individueel (m) | 92e       | 103,50 punten |
| Luis Navarrete Roberto Pumpido Hector Ramirez Luis Ramirez Jorge Rodriguez Octavio Suarez | meerkamp team (m)        | 15e       | 516,85 punten |
|                                                                                           |                          |           |               |
| Nancy Aldama                                                                              | meerkamp individueel (v) | 83e       | 67,00 punten  |
| Nereida Bauta                                                                             | meerkamp individueel (v) | 91e       | 62,85 punten  |
| Suzette Blanco                                                                            | meerkamp individueel (v) | 91e       | 62,85 punten  |
| Zulema Bregado                                                                            | meerkamp individueel (v) | 73e       | 68,05 punten  |
| Yolanda Vega                                                                              | meerkamp individueel (v) | 95e       | 61,20 punten  |
| Miriam Villacian                                                                          | meerkamp individueel (v) | 72e       | 68,10 punten  |
| Nancy Aldama Nereida Bauta Suzette Blanco Zulema Bregado Yolanda Vega Miriam Villacian    | meerkamp team (v)        | 13e       | 332,85 punten |

### Waterpolo
| Olympiër | Discipline | Resultaat | Prestatie |
| --- | ---------- | --------- | --- |
| Guillermo Canete Guillermo Martínez Ibrahim Rodríguez Jesús Pérez Miguel García Oscar Periche Osvaldo García Roberto Rodríguez Rolando Valdes Ruben Junco Waldimiro Arcos | mannen     | 8e        | groep A: 4de V van Sovjet-Unie: 4-11 W van Brazilië: 9-2 G van Verenigde Staten: 6-6 W van Bondsrepubliek Duitsland: 7-6 W van Spanje: 4-3 V van Hongarije: 1-7 5-8ste plek: V van FRG: 2-8 7-8ste plek: V van Nederland: 5-8 |

| Groep A |                          |             |             |             |             |            |            |            |        |
| #       | Land                     | Wedstrijden | Wedstrijden | Wedstrijden | Wedstrijden | Doelpunten | Doelpunten | Doelpunten | Punten |
| #       | Land                     | G           | W           | G           | V           | V          | T          | Saldo      | Punten |
| 1       | Hongarije                | 6           | 6           | 0           | 0           | 39         | 14         | +25        | 12     |
| 2       | Sovjet-Unie              | 6           | 5           | 0           | 1           | 43         | 18         | +25        | 10     |
| 3       | Verenigde Staten         | 6           | 3           | 1           | 2           | 37         | 36         | +1         | 7      |
| 4       | Cuba                     | 6           | 3           | 1           | 2           | 31         | 35         | −4         | 7      |
| 5       | Bondsrepubliek Duitsland | 6           | 2           | 0           | 4           | 33         | 34         | −1         | 4      |
| 6       | Spanje                   | 6           | 0           | 1           | 5           | 20         | 37         | −17        | 1      |
| 7       | Brazilië                 | 6           | 0           | 1           | 5           | 22         | 51         | −29        | 1      |

| Ronde       | Datum       | Plaats      | Land | Score                    | Land |
| ----------- | ----------- | ----------- | ---- | ------------------------ | ---- |
| Groepsfase  |             |             |      |                          |      |
| 14 oktober  | Mexico-Stad | Sovjet-Unie | 11-4 | Cuba                     |      |
| 15 oktober  | Mexico-Stad | Cuba        | 9-2  | Brazilië                 |      |
| 17 oktober  | Mexico-Stad | Cuba        | 6-6  | Verenigde Staten         |      |
| 20 oktober  | Mexico-Stad | Cuba        | 7-6  | Bondsrepubliek Duitsland |      |
| 21 oktober  | Mexico-Stad | Cuba        | 4-2  | Spanje                   |      |
| 22 oktober  | Mexico-Stad | Hongarije   | 7-1  | Cuba                     |      |
| 5-8ste plek |             |             |      |                          |      |
| 24 oktober  | Mexico-Stad | DDR         | 8-2  | Cuba                     |      |
| 7-8ste plek |             |             |      |                          |      |
| 25 oktober  | Mexico-Stad | Nederland   | 8-5  | Cuba                     |      |

### Wielersport
| Olympiër                                                              | Discipline                    | Resultaat | Prestatie                                             |
| Baan                                                                  | Baan                          | Baan      | Baan                                                  |
| --------------------------------------------------------------------- | ----------------------------- | --------- | ----------------------------------------------------- |
| Juan Reyes                                                            | sprint (m)                    | 9e        | 1ste ronde serie 1: 2de 1ste ronde herkansingen: 2de  |
| Raúl Marcelo Vázquez                                                  | sprint (m)                    | 9e        | 1ste ronde serie 17: 3de 1ste ronde herkansingen: 2de |
| Raúl Marcelo Vázquez                                                  | tijdrit (m)                   | 24e       | 1.08,96                                               |
| Inocente Lizano                                                       | individuele achtervolging (m) | DNF       | kwalificatie: gedubbeld                               |
| Juan Reyes Ulises Váldez                                              | tandem (m)                    | 11e       | 1ste ronde serie 1: 2de 1ste ronde herkansingen: 2de  |
| Sergio Martínez Roberto Menéndez Raúl Marcelo Vázquez Inocente Lizano | ploegenachtervolging (m)      | 18e       | kwalificatie: 18de in 4.34,96                         |
| Weg                                                                   |                               |           |                                                       |
| Sergio Martínez                                                       | wegwedstrijd (m)              | DNF       | niet gefinisht                                        |
| Roberto Menéndez                                                      | wegwedstrijd (m)              | DNF       | niet gefinisht                                        |
| Ulises Váldez                                                         | wegwedstrijd (m)              | DNF       | niet gefinisht                                        |
| Raúl Marcelo Vázquez                                                  | wegwedstrijd (m)              | DNF       | niet gefinisht                                        |

### Worstelen
| Olympiër          | Discipline  | Resultaat   | Prestatie |
| Vrije stijl       | Vrije stijl | Vrije stijl | Vrije stijl |
| ----------------- | ----------- | ----------- | --- |
| Juan Reyes        | -63kg (m)   | 12e         | 1ste ronde: V van BUL Todorov 2de ronde: W van PHI Senosa 3de ronde: V van IRQ Al-Karaghouli                           |
| Francisco Lebeque | -70kg (m)   | 10e         | 1ste ronde: W van ARG Vario 2de ronde: W van CAN Garvie 3de ronde: V van FRG Rost 4de ronde: V van IND Chand           |
| Lupe Lara         | -87kg (m)   | 9e          | 1ste ronde: W van FRG Knoll 2de ronde: W van SUI Chardonnens 3de ronde: V van JPN Endo 4de ronde: V van URS Goerevitsj |

### Zwemmen
| Olympiër        | Discipline          | Resultaat | Prestatie                  |
| --------------- | ------------------- | --------- | -------------------------- |
| Gregorio Fiallo | 100m vrije slag (m) | 48e       | serie 6: 4de in 58,2       |
| José Martínez   | 100m vrije slag (m) | 57e       | serie 7: 7de in 1.00,4     |
| Gregorio Fiallo | 200m vrije slag (m) | 44e       | serie 2: 6de in 2.10,5     |
| José Martínez   | 200m vrije slag (m) | 52e       | serie 3: 6de in 2.16,1     |
| Gregorio Fiallo | 400m vrije slag (m) | 29e       | serie 4: 5de in 4.41,5     |
| Eliseo Vidal    | 100m rugslag (m)    | 30e       | serie 2: 6de in 1.06,4     |
| Eliseo Vidal    | 200m rugslag (m)    | 20e       | serie 3: 6de in 2.21,3     |
| José Martínez   | 200m wisselslag (m) | 35e       | serie 7: 5de in 2.31,4     |
| José Martínez   | 400m wisselslag (m) | DSQ       | serie 1: gediskwalificeerd |

Afghanistan · Algerije · Amerikaanse Maagdeneilanden · Argentinië · Australië · Bahama's · Barbados · België · Bermuda · Birma · Bolivia · Bondsrepubliek Duitsland · Brazilië · Brits-Honduras · Bulgarije · Canada · Centraal-Afrikaanse Republiek · Ceylon · Chili · Colombia · Congo-Kinshasa · Costa Rica · Cuba · Denemarken · Dominicaanse Republiek · Duitse Democratische Republiek · Ecuador · El Salvador · Ethiopië · Fiji · Filipijnen · Finland · Frankrijk · Ghana · Griekenland · Groot-Brittannië · Guatemala · Guinee · Guyana · Honduras · Hongarije · Hongkong · Ierland · IJsland · India · Indonesië · Irak · Iran · Israël · Italië · Ivoorkust · Jamaica · Japan · Joegoslavië · Kameroen · Kenia · Koeweit · Libanon · Libië · Liechtenstein · Luxemburg · Madagaskar · Maleisië · Mali · Malta · Marokko · Mexico · Monaco · Mongolië · Nederland · Nederlandse Antillen · Nicaragua · Nieuw-Zeeland · Niger · Nigeria · Noorwegen · Oeganda · Oostenrijk · Pakistan · Panama · Paraguay · Peru · Polen · Portugal · Puerto Rico · Roemenië · San Marino · Senegal · Sierra Leone · Singapore · Soedan · Sovjet-Unie · Spanje · Suriname · Syrië · Taiwan · Tanzania · Thailand · Trinidad en Tobago · Tunesië · Turkije · Tsjaad · Tsjecho-Slowakije · Uruguay · Venezuela · Verenigde Arabische Republiek · Verenigde Staten · Vietnam · Zambia · Zuid-Korea · Zweden · Zwitserland